# Sportdeutschland.TV

Zweizeiliges Logo bis 2023

Sportdeutschland.TV ist ein deutscher Online-Sportsender, der im August 2014 von der DOSB New Media GmbH gestartet wurde.

## Geschichte

Gestrecktes Logo bis 2021

Im Jahr 2011 gründete der Deutsche Olympische Sportbund (DOSB) gemeinsam mit der GIP Media Productions GmbH die DOSB New Media GmbH mit Sitz in Köln zur Entwicklung von Onlineanwendungen für den deutschen Sport. Im August 2014 schaltete die DOSB New Media die Internetseite Sportdeutschland.TV frei. Ziel des Online-Senders ist die Übertragung einer breiten Auswahl an Sportarten. Es werden auch Sportarten und Veranstaltungen ins Programm aufgenommen, die bei den etablierten großen Sendern keinen Platz gefunden haben.
Am 14. Oktober 2014 erhielt die DOSB New Media von der Landesanstalt für Medien Nordrhein-Westfalen eine Sendelizenz für 10 Jahre. Offizieller Start als Spartenprogramm war der 9. Dezember 2014. Am 22. Juli 2015 übernahm die ProSiebenSat.1 Media SE 57,5 Prozent der Anteile an der DOSB New Media GmbH. Der DOSB und die GIP Media Productions GmbH blieben als Minderheitsgesellschafter im Unternehmen, weitere Minderheitsgesellschafter waren die BMB Holding und die SWBB GmbH.
Anfang 2022 stiegen ProSiebenSat.1 und DOSB aus der Streaming-Plattform aus. Eigentümer sind seitdem die BMB Holding, Beteiligungsgesellschaft von Björn Beinhauer, mit 40 %, die Telco Media, Beteiligungsgesellschaft von Thomas Riedel, mit ebenfalls 40 % sowie die SWBB GmbH von Sven Werner Brandt – Head of Marketing von DOSB New Media, mit 20 %. Der DOSB soll im Rahmen eines langfristigen Markenlizenz- und Kooperations-Vertrags auch nach der Umstrukturierung weiterhin enger Partner der DOSB New Media sein.

## Programm und Sportarten
Das Programm des Senders setzt sich aus der Übertragung von verschiedenen Breiten- und Spitzensportarten zusammen. Aktuell hält Sportdeutschland.TV u. a. die Rechte für das Tennis-Grand-Slam-Turnier US Open, Handball-Welt- und Europameisterschaften, Eishockey-Weltmeisterschaften sowie erste und zweite Handball-Bundesliga der Frauen und die Deutsche Eishockey Liga 2.
Von den Olympischen Spielen 2016 berichtete Sportdeutschland.TV mit einem Fanreporter, kurzen Zusammenfassungen und der Übertragung der Pressekonferenzen des deutschen Teams.
Derzeit berichtet Sportdeutschland.TV nach eigenen Angaben von ca. 70 verschiedenen Sportarten.